# Louise Faure-Favier
Louise Faure-Favier née Jeanne Lucie Augustine Claudia Faure-Favier à Firminy (Loire) le 12 décembre 1870 et morte à Paris le 5 mars 1961 est une journaliste, aviatrice et écrivaine française, pionnière dans ces deux premiers domaines.

## Aviatrice
Louise Faure-Favier est d'abord une pionnière de l'aviation, particulièrement de l'aviation commerciale. 
Avec Lucien Bossoutrot, elle établit un record de vitesse pour un vol entre Paris et Dakar en 1919. En 1930, elle signe un record de vitesse pour le vol aller et retour entre Paris et Bagdad. Elle a été passagère du premier vol de l'aviation civile en France puis du premier vol commercial de nuit entre Paris et Londres et a écrit à ce sujet dans le magazine L'Illustration. Elle a participé à la première émission de radio en direct depuis un avion survolant Paris,. 
Elle est également à l'origine de la création de l'aérodrome de Lessay. En 1922, alors que doit être inauguré à Coutances un buste de l’écrivain Rémy de Gourmont, elle souhaite survoler la cérémonie en avion afin de déverser sur la ville des milliers d’exemplaires d’un poème de cet auteur intitulé La Forêt . Pour cela, elle se rend en avion à Lessay et se pose dans un champ. L'atterrissage étant difficile et nécessitant une réparation, elle profite de cette immobilisation pour évoquer avec le maire de la commune le projet de création d'un aérodrome. A son retour à Paris, elle porte une lettre du maire demandant au gouvernement de soutenir ce projet et elle entame les démarches auprès de l’administration pour obtenir les crédits nécessaires à l’aménagement d’un terrain d'aviation qui deviendra fonctionnel à partir de mai 1925,.  

## Journaliste
Pionnière, elle le fut aussi dans le journalisme, rédigeant des rubriques inédites alors, en particulier dans le domaine aéronautique comme celle relative à l'aéroport du Bourget ou sur le romantisme littéraire inspiré par la conquête de l'air dans le Mercure de France de décembre 1926. Dans Le Matin, féministe engagée elle tient une chronique intitulée « La vie féminine ». Elle est considérée comme ayant été la première française journaliste professionnelle,. Elle collabore successivement ou simultanément à de nombreux titres comme : le Matin ; le Figaro ; Paris-Midi ; le Temps ; L'Œuvre ; le Journal ; L'Éclair ; la Revue Bleue ; le Mercure de France ; L'Aérophile ; les Ailes ; la Revue Palladéenne et La Nef. Elle élabore les premiers guides officiels en France pour le tourisme aérien, illustrés en partie par ses propres photos aériennes dans la série des Guides de voyages aériens (Paris-Tunis, Paris-Lausanne, Paris-Londres). Elle fonde avec son second mari, Ernest-Jean Charles, avant la Première Guerre mondiale Le Censeur politique et littéraire, revue littéraire.

## Écrivaine
Autrice, Louise Faure-Favier s'illustre dans des registres variés. Poète dans Visages de la Seine illustré par Marie Laurencin, ou encore Notre île Saint-Louis où elle réside 45, quai de Bourdon.
Son roman de 1928, Blanche et Noir, reflète son optimisme et son combat quant aux relations raciales dans la France colonisatrice et sa croyance en l'influence civilisatrice des femmes,. Faure-Favier a également écrit le premier roman français sur l'aviation civile. En 1912 elle fait la connaissance de Guillaume Apollinaire avec lequel elle noue une amitié enchantée, élabore des projets littéraires (que la grippe espagnole qui emporte le poète empêchera), et auquel elle consacre en 1945 un mémoire intitulé Souvenirs sur Apollinaire.
Louise Faure-Favier est également salonnière : dans les années 1910, elle reçoit ses admirateurs les mercredis au 49 quai de Bourbon. L'occultisme et les expériences irrationnelles y sont pratiquées en compagnie des artistes du temps dont Alice et André Derain, Guillaume Apollinaire ou encore Max Jacob. 

## Postérité et hommages
François Sureau, académicien et spécialiste d'Apollinaire, souligne l'injustice de l'oubli dont Louise Faure-Favier est l'objet,.
Louise Faure-Favier est nommée  Chevalier de la Légion d'honneur en 1925. Elle reçoit un prix de l’Académie française en 1942. La commune de Lessay dans la Manche a donné son nom à une rue.

## Œuvres
- Six contes et deux rêves. Paris, E. Figuière, 1918, 216 p.
- Ces choses qui seront vieilles. Paris, la Renaissance du livre, 1919, 254 p.
- Mademoiselle Loin du Ciel, 1920[13]
- Une cité-jardin des écrivains en 1850. Le hameau de l'Abbaye, 1921
- Guides des voyages aériens. Paris-Londres. Paris, (impr. C. Bernard), 1921 , 61 p.
- Guides des voyages aériens. Paris-Lausanne. Paris, (impr. C. Bernard), 1922 , 66 p.
- Les Chevaliers de l'air. roman, Paris, la Renaissance du livre, 1922, 276 p.
- Aviation et littérature, 1927
- Blanche et Noir. roman, Paris, J. Ferenczi et fils, 1928, 229 p.
- Guides des voyages aériens. Paris-Tunis, Paris-Lyon-Marseille-Ajaccio-Tunis, Tunis-Bône et Lyon-Genève. Paris, (impr. C. Bernard) , 1930, 132 p.
- Souvenirs sur Guillaume Apollinaire. Paris, P. Grasset , 1945, 243 p. dessinatrice : Marie Laurencin (1883-1956)
- Notre île Saint-Louis. Paris, Montjoie, 1946, 63 p.
- Visages de la Seine. Paris, Points et contrepoints, 1951, 71 p.